# Herrarnas svikthopp i simhopp vid olympiska sommarspelen 2012
Herrarnas svikthopp i simhopp vid olympiska sommarspelen 2012 i London ägde rum 6 och 7 augusti i London Aquatics Centre.

## Medaljörer
| Event         | Guld                   | Silver       | Brons         |
| 3 meter svikt | Ilja Zacharov Ryssland | Qin Kai Kina | He Chong Kina |

## Resultat
Finalister får grön färg.
| Placering | Simhoppare                  | Kval            | Kval            | Semifinal        | Semifinal        | Final            | Final            | Final            | Final            | Final            | Final            | Final            |
| Placering | Simhoppare                  | Poäng           | Placering       | Poäng            | Placering        | Hopp 1           | Hopp 2           | Hopp 3           | Hopp 4           | Hopp 5           | Poäng            | Placering        |
| --------- | --------------------------- | --------------- | --------------- | ---------------- | ---------------- | ---------------- | ---------------- | ---------------- | ---------------- | ---------------- | ---------------- | ---------------- |
| 1         | Ilja Zacharov (RUS)         | 507,65          | 1               | 505,60           | 2                | 85,00            | 91,00            | 89,25            | 86,70            | 99,45            | 104,50           | 555,90           |
| 2         | Qin Kai (CHN)               | 451,60          | 11              | 500,35           | 3                | 81,00            | 86,70            | 96,25            | 91,80            | 96,90            | 89,10            | 541,75           |
| 3         | He Chong (CHN)              | 500,90          | 2               | 510,15           | 1                | 72,00            | 81,60            | 89,25            | 85,00            | 98,80            | 97,50            | 524,15           |
| 4         | Patrick Hausding (GER)      | 477,15          | 4               | 485,55           | 6                | 76,50            | 75,95            | 87,75            | 76,50            | 94,50            | 94,35            | 505,55           |
| 5         | Troy Dumais (USA)           | 486,60          | 3               | 490,55           | 5                | 83,70            | 84,15            | 76,50            | 81,60            | 88,40            | 88,40            | 498,35           |
| 6         | Yahel Castillo (MEX)        | 475,25          | 5               | 499,65           | 4                | 86,70            | 85,00            | 95,00            | 89,25            | 72,00            | 64,75            | 492,70           |
| 7         | Ethan Warren (AUS)          | 441,50          | 15              | 456,85           | 11               | 72,00            | 68,20            | 91,20            | 86,70            | 89,25            | 81,60            | 488,95           |
| 8         | Illya Kvasha (UKR)          | 470,25          | 6               | 478,60           | 7                | 78,20            | 68,40            | 79,20            | 82,25            | 67,50            | 86,70            | 462,25           |
| 9         | Chris Mears (GBR)           | 436,05          | 18              | 461,00           | 9                | 72,00            | 58,50            | 74,25            | 78,20            | 56,10            | 100,70           | 439,75           |
| 10        | Yeoh Ken Nee (MAS)          | 452,60          | 10              | 441,65           | 12               | 79,05            | 78,20            | 49,50            | 79,20            | 76,50            | 75,00            | 437,45           |
| 11        | Alexandre Despatie (CAN)    | 458,55          | 9               | 472,80           | 8                | 72,00            | 80,85            | 81,00            | 83,30            | 74,10            | 22,10            | 413,35           |
| 12        | Javier Illana (ESP)         | 460,35          | 8               | 458,05           | 10               | 70,50            | 86,70            | 55,10            | 42,00            | 35,70            | 81,60            | 371,60           |
| 13        | François Imbeau-Dulac (CAN) | 449,30          | 12              | 440,20           | 13               | Gick inte vidare | Gick inte vidare | Gick inte vidare | Gick inte vidare | Gick inte vidare | Gick inte vidare | Gick inte vidare |
| 14        | Evgenj Kuznetsov (RUS)      | 440,95          | 16              | 437,70           | 14               | Gick inte vidare | Gick inte vidare | Gick inte vidare | Gick inte vidare | Gick inte vidare | Gick inte vidare | Gick inte vidare |
| 15        | Matthieu Rosset (FRA)       | 445,15          | 13              | 422,50           | 15               | Gick inte vidare | Gick inte vidare | Gick inte vidare | Gick inte vidare | Gick inte vidare | Gick inte vidare | Gick inte vidare |
| 16        | Oleksij Pryhorov (UKR)      | 439,80          | 17              | 414,15           | 16               | Gick inte vidare | Gick inte vidare | Gick inte vidare | Gick inte vidare | Gick inte vidare | Gick inte vidare | Gick inte vidare |
| 17        | César Castro (BRA)          | 441,90          | 14              | 388,40           | 17               | Gick inte vidare | Gick inte vidare | Gick inte vidare | Gick inte vidare | Gick inte vidare | Gick inte vidare | Gick inte vidare |
| 18        | Chris Colwill (USA)         | 461,35          | 7               | 339,80           | 18               | Gick inte vidare | Gick inte vidare | Gick inte vidare | Gick inte vidare | Gick inte vidare | Gick inte vidare | Gick inte vidare |
| 19        | Huang Qiang (MAS)           | 433,85          | 19              | Gick inte vidare | Gick inte vidare | Gick inte vidare | Gick inte vidare | Gick inte vidare | Gick inte vidare | Gick inte vidare | Gick inte vidare | Gick inte vidare |
| 20        | Michele Benedetti (ITA)     | 433,05          | 20              | Gick inte vidare | Gick inte vidare | Gick inte vidare | Gick inte vidare | Gick inte vidare | Gick inte vidare | Gick inte vidare | Gick inte vidare | Gick inte vidare |
| 21        | Sebastian Villa (COL)       | 414,90          | 21              | Gick inte vidare | Gick inte vidare | Gick inte vidare | Gick inte vidare | Gick inte vidare | Gick inte vidare | Gick inte vidare | Gick inte vidare | Gick inte vidare |
| 22        | Damien Cely (FRA)           | 413,30          | 22              | Gick inte vidare | Gick inte vidare | Gick inte vidare | Gick inte vidare | Gick inte vidare | Gick inte vidare | Gick inte vidare | Gick inte vidare | Gick inte vidare |
| 23        | Daniel Islas Arroyo (MEX)   | 410,60          | 23              | Gick inte vidare | Gick inte vidare | Gick inte vidare | Gick inte vidare | Gick inte vidare | Gick inte vidare | Gick inte vidare | Gick inte vidare | Gick inte vidare |
| 24        | Tommaso Rinaldi (ITA)       | 400,00          | 24              | Gick inte vidare | Gick inte vidare | Gick inte vidare | Gick inte vidare | Gick inte vidare | Gick inte vidare | Gick inte vidare | Gick inte vidare | Gick inte vidare |
| 25        | Robert Páez (VEN)           | 382,60          | 25              | Gick inte vidare | Gick inte vidare | Gick inte vidare | Gick inte vidare | Gick inte vidare | Gick inte vidare | Gick inte vidare | Gick inte vidare | Gick inte vidare |
| 26        | Stefanos Paparounas (GRE)   | 366,10          | 26              | Gick inte vidare | Gick inte vidare | Gick inte vidare | Gick inte vidare | Gick inte vidare | Gick inte vidare | Gick inte vidare | Gick inte vidare | Gick inte vidare |
| 27        | Jack Laugher (GBR)          | 330,00          | 27              | Gick inte vidare | Gick inte vidare | Gick inte vidare | Gick inte vidare | Gick inte vidare | Gick inte vidare | Gick inte vidare | Gick inte vidare | Gick inte vidare |
| 28        | Edickson Contreras (VEN)    | 301,45          | 28              | Gick inte vidare | Gick inte vidare | Gick inte vidare | Gick inte vidare | Gick inte vidare | Gick inte vidare | Gick inte vidare | Gick inte vidare | Gick inte vidare |
| –         | Stephan Feck (GER)          | Fullföljde inte | Fullföljde inte | Fullföljde inte  | Fullföljde inte  | Fullföljde inte  | Fullföljde inte  | Fullföljde inte  | Fullföljde inte  | Fullföljde inte  | Fullföljde inte  | Fullföljde inte  |